# Zickeritz
Zickeritz is een plaats en voormalige gemeente in de Duitse deelstaat Saksen-Anhalt, en maakt deel uit van de Landkreis Salzlandkreis.
Zickeritz telt 239 inwoners.